# Stantonia
Stantonia is een geslacht van insecten uit de orde vliesvleugeligen (Hymenoptera) en de familie schildwespen (Braconidae).

## Soorten
Deze lijst van 74 stuks is mogelijk niet compleet.
- S. achterbergi

Stantonia achterbergi (Braet & Quicke) Braet & Quicke, 2004
Stantonia achterbergi (Chen, He & Ma) Chen, He & Ma, 2004
- S. agroterae Nixon, 1950
- S. alternata Braet, 2001
- S. alvarengai Braet & Quicke, 2004
- S. angustata van Achterberg, 1987
- S. annulicornis Enderlein, 1921
- S. ashmeadi (Enderlein, 1905)
- S. baiteta Braet & Quicke, 2004
- S. bakeri Braet & Quicke, 2004
- S. bezarki Braet, 2001
- S. carinata Braet & Quicke, 2004
- S. carpocapsae Muesebeck, 1938
- S. caudata (Granger, 1949)
- S. cerdai Braet & Quicke, 2004
- S. conspurcata Enderlein, 1905
- S. chaoi Chen, He & Ma, 2004
- S. chaparensis Braet & Quicke, 2004
- S. eala Braet & Quicke, 2004
- S. elizabethae van Achterberg, 1987
- S. flava Ashmead, 1904
- S. garamba Braet & Quicke, 2004
- S. gracilis van Achterberg, 1987
- S. gulliveri Braet & Quicke, 2004
- S. hammersteini Enderlein, 1908
- S. inca (Braet & Tignon, 1998)
- S. inka (Enderlein, 1905)
- S. intermediana van Achterberg, 1987
- S. issikii Watanabe, 1932
- S. jacobsoni van Achterberg, 1987
- S. katiae Braet & Quicke, 2004
- S. kawensis Braet & Quicke, 2004
- S. longicornis (van Achterberg, 1992)
- S. lutea (Szepligeti, 1910)
- S. magnifica van Achterberg, 1987
- S. mara Braet & Quicke, 2004
- S. maracapatana Braet & Quicke, 2004
- S. mazatlanensis Braet & Quicke, 2004
- S. minuta Enderlein, 1908
- S. nana van Achterberg, 1987
- S. ngilima Braet & Quicke, 2004

- S. nigra Braet & Quicke, 2004
- S. nigristernum van Achterberg, 1987
- S. osa Braet & Quicke, 2004
- S. pachycornis Braet & Quicke, 2004
- S. pallida (Ashmead, 1894)
- S. patinyi Braet & Quicke, 2004
- S. pellicea van Achterberg, 1987
- S. peninsularis Braet & Quicke, 2004
- S. peruana (Enderlein, 1905)
- S. procera Enderlein, 1920
- S. qui Chen, He & Ma, 2004
- S. quincemila Braet & Quicke, 2004
- S. rossa Braet & Quicke, 2004
- S. ruficornis Enderlein, 1921
- S. rufithorax Enderlein, 1920
- S. sabahensis van Achterberg, 1987
- S. sampaioi Braet & Quicke, 2004
- S. sauteri Watanabe, 1932
- S. scotti Braet & Quicke, 2004
- S. scutellaris van Achterberg, 1987
- S. seyrigi (Granger, 1949)
- S. siamensis Enderlein, 1921
- S. sirena Braet & Quicke, 2004
- S. sommeijeri Braet & Quicke, 2004
- S. spasskensis Belokobylskij, 1993
- S. sumatrana Enderlein, 1908
- S. takeuchii (Watanabe, 1937)
- S. testacea Szepligeti, 1908
- S. tianmushana Chen, He & Ma, 2004
- S. veronicae Braet & Quicke, 2004
- S. vittata van Achterberg, 1987
- S. wonvillei Braet & Quicke, 2004
- S. xiangqianensis Chen, He & Ma, 2004
- S. xochiquetzalis (Braet & Tignon, 1998)